# Albox
Albox község Spanyolországban, Almería tartományban. Lakosainak száma 12 408 fő (2024).

## Földrajza
Albox Arboleas, Oria, Partaloa, Chirivel, Vélez-Rubio, Taberno és Cantoria községekkel határos.

## Népesség
A település lakosságának változását az alábbi diagram mutatja:
| Lakosok száma | 9661 | 10 680 | 11 000 | 11 178 | 11 091 | 11 715 | 11 144 | 11 805 | 12 070 | 12 408 |
|               | 2001 | 2004   | 2006   | 2009   | 2011   | 2014   | 2016   | 2019   | 2021   | 2024   |